# Кобецкий, Семён Азарьевич
Семён Азарьевич Кобецкий (пол. Szymon Kobecki; 29 июня [11 июля] 1857, Троки, Виленская губерния — 1933, Киевская область) — караимский поэт и драматург.

## Биография
Родился 29 июня 1857 года и был шестым, младшим ребенком и третьим сыном Азарии и Марии Кобецких, мещан города Троки Виленской губернии. В 1867 году поступил в караимскую школу в Троках, где изучал караимский язык и историю у известного учёного и педагога Нисана Машкевича. Окончив Трокское уездное училище, некоторое время работал в налоговой инспекции в Троках. Военную службу начал 25 января 1878 года, временно присоединившись к 50-му резервному пехотному батальону (входил в состав 3-й резервной пехотной дивизии, дислоцированной на Кавказе) в качестве добровольца третьего класса на один год. Принял участие в русско-турецкой войне. В 1878 году направлен в Одесское пехотное юнкерское училище, которое окончил в июле 1880 года в звании портупей-юнкера с включением во второй разряд. Далее последовало производство в юнкера, а через год в чин прапорщика с переводом в Виленский 52-й пехотный полк, дислоцированный в Феодосии. В этом полку служил до 1887 года, последовательно исполняя обязанности квартирмейстера и заведующий околодком полка, лагерного полицмейстера, заведующего полковой швальней и казначея полка. 14 сентября 1884 года получил очередное повышение до звания подпоручика.
В 1887 году переведён делопроизводителем в Управление Малоархангельского Уездного Воинского Начальника и прослужил там до 1896 года. В августе 1896 года уволен со службы, получив чин коллежского асессора по гражданской службе. Через год, в ноябре 1897 года, вернулся на действительную службу и был определён в Коллегию Окружного военного командования в Гайсине Киевской губернии на занимаемую ранее должность и с восстановлением воинского звания. 6 августа 1900 года за выслугу лет ему было присвоено звание капитана. Оставался на службе до 1902 года, когда по неустановленным семейным обстоятельствам снова вышел в отставку и планировал поселиться в Симферополе. В феврале 1904 года вновь вернулся на службу, заняв должность административного начальника в управлении окружного военного коменданта в Сквире. 16 августа 1911 года на выборах Трокского караимского гахама являлся одним из двух кандидатов на вакантный пост. В марте 1912 года командирован в Дубно Волынской губернии квартирмейстером Дубненского дисциплинарного батальона. 26 августа 1912 года произведён в подполковники. Во время гражданской войны состоял в в Добровольческой армии, в частях Новороссийского района ВСЮР. 14 декабря 1919 года было зарегистрировано его участие в Николаевской реквизиционной комиссии. Судьба Кобецкого с 1920 года до смерти остаётся до конца не выясненной. По данным А. Мардковича, в конце жизни Кобецкого отправили работать пахарем. Умер летом 1933 года в селе под Киевом, предположительно, от голода. 

## Творчество
В 1904 году выпустил сборник стихов «Eilės (Ирлар)». В Киеве была напечатана первая караимская книга светского содержания, содержавшая 25 стихотворений, написанных на тракайском диалекте разговорного караимского языка, напечатанных кириллицей. Высмеивая своих соотечественников, он специально использовал иностранные слова, которыми изобилует разговорный караимский язык. Стихи, не вошедшие в этот сборник, позже печатались в периодической печати, другие остались лишь в рукописях. Сборник караимской поэзии «Караимские строки» (Карай йырлары, 1989) содержит 42 его стихотворения, в которых написано о любви к тракайцам, их красоте, вызывают патриотические чувства. Кроме того, было перечислено несколько тракайских легенд. Некоторые стихи стали песнями, особенно популярная колыбельная «Спи, сынок», которая вместе с нотами в 1930-е годы была издана в Вильнюсе отдельной книгой. Он также написал пьесу «Музыкант», драму «Любовь прощает все грехи», сказки, самая популярная из которых — «Караимский солдат и чёрт». Пьесы, тексты которых не сохранились, ставились в любительских театрах Тракая, Москвы, Крыма. Переводы стихов на литовский язык публиковались в сборнике «Poezijas pavasaris» (1989), в сборнике караимской поэзии «To Trakus pašku plasnosiu» (Čypčychlej učma Trochka 1997), а также в периодических изданиях.

## Семья
Холост. Детей не имел.
Отец — Азария Абрамович Кобецкий (ок. 1814 — 24 мая 1897 года), трокский мещанин, долгое время занимал почётную должность караимского «старшины», выступая связующим звеном между городскими властями и караимской общиной в городе Троки. Был женат на Марии Семёновне, от которой у него было шестеро детей — сыновья: Зенон (Язания), Авраам, Сима (будущий поэт) и дочери: Анна, Камиля и Батшева (в замужестве Малецкая).

## Награды
- Медаль «В память русско-турецкой войны»
- Орден Св. Станислава 3-й степени (1893)
- Медаль «В память коронации Императора Николая II» (1896)
- Орден Св. Анны 3-й степени (1911)